# Daphnemorpha
Daphnemorpha é um género botânico pertencente à família Thymelaeaceae.